# No One Can Do It Better
No One Can Do It Better — дебютный студийный альбом американского хип-хоп исполнителя The D.O.C., вышедший в 1989 году, записанный до аварии, которая повредила его голосовые связки.

## Об альбоме
В сравнении с рэп исполнителями Восточного побережья, The D.O.C. использовал стиль лирики не говорящий об оружии и насилии, а использовал стиль фанка, таких музыкантов как Marvin Gaye, Parliament, и Funkadelic.
В чарте Billboard 200, альбом достиг 20 места, и стал платиновым за короткое время.
В 2012 году рэпер Warren G выпустил альбом под названием No One Could Do It Better.

## Список композиций
| #  | Название                    | Продюсер(ы)       | Исполнитель(и)        |
| -- | --------------------------- | ----------------- | --------------------- |
| 1  | «It's Funky Enough»         | Dr. Dre           | The D.O.C.            |
| 2  | «Mind Blowin'»              | Dr. Dre           | The D.O.C.            |
| 3  | «Lend Me an Ear»            | Dr. Dre           | The D.O.C.            |
| 4  | «Comm. Blues»               | Dr. Dre           | The D.O.C., Michel’le |
| 5  | «Let the Bass Go»           | Dr. Dre           | The D.O.C.            |
| 6  | «Beautiful but Deadly»      | Dr. Dre           | The D.O.C.            |
| 7  | «The D.O.C. & the Doctor»   | Dr. Dre           | The D.O.C.            |
| 8  | «No One Can Do It Better»   | Dr. Dre           | The D.O.C.            |
| 9  | «Whirlwind Pyramid»         | Dr. Dre           | The D.O.C.            |
| 10 | «Comm. 2»                   | Dr. Dre           | The D.O.C., MC Ren    |
| 11 | «The Formula»               | Dr. Dre           | The D.O.C., Dr. Dre   |
| 12 | «Portrait of a Masterpiece» | Dr. Dre           | The D.O.C.            |
| 13 | «The Grand Finale»          | Dr. Dre, DJ Yella | The D.O.C, N.W.A.     |

- «Bridgette» — вырезанная композиция с альбома, была добавлена в бутлег «First Round Knock Out».

## Синглы
| «It's Funky Enough» - Выпущен: 1989 - Сторона Б: «No One Can Do It Better»                 |
| «Mind Blowin'» - Выпущен: 1989 - Сторона Б: «Portrait of a Master Piece» (Remix)           |
| «The D.O.C. & the Doctor» - Выпущен: Октябрь 5, 1989 - Сторона Б: «SomethingTaBumpInYaCar» |
| «The Formula» - Выпущен: 1989 - Сторона Б: «Whirlwind Pyramid»                             |